# Cosmosoma admota
Cosmosoma admota är en fjärilsart som beskrevs av Herrich-Schäffer 1854. Cosmosoma admota ingår i släktet Cosmosoma och familjen björnspinnare. Inga underarter finns listade i Catalogue of Life.